# Vendas Novas
Vendas Novas ist ein Kreis (Concelho) und eine Stadt (Cidade) im Distrikt Évora in Portugal mit 10.625 Einwohnern (Stand 19. April 2021).

## Geschichte
Der Ort entstand, nachdem hier Theodosius I., Graf von Braganza, um 1530 eine Herberge einrichten ließ. Sie lag auf der Straße von Évora nach Lissabon etwa auf halber Strecke. Die Bezeichnung entstand aus den portugiesischen Begriffen Vendas (altertümlich für Verkaufsstand) und Novo (für Neu). Die in der Folge hier entstandene Siedlung wuchs über die Jahre.
Einen wesentlichen Entwicklungsschub erhielt Vendas Novas, als 1857 die Eisenbahn den Ort erreichte. Es entwickelte sich einige Industrie am Ort, die den Grundstein für die dauerhafte Ansiedlung auch von größeren Betrieben legte, etwa der Automobil- und Nutzfahrzeughersteller V.N. Automóveis.
Der Ort wurde 1911 zur Kleinstadt (Vila) erhoben. Er blieb eine Gemeinde des Kreises Montemor-o-Novo, bis er 1962 herausgelöst und ein eigenständiger Kreis wurde. Dem neuen Kreis wurde dazu die sehr viel ältere Gemeinde Landeira angegliedert. 1993 wurde Vendas Novas zur Stadt (Cidade) erhoben.

## Kultur und Sehenswürdigkeiten
Es sind vor allem ehemalige öffentliche Gebäude, die hier zu den Baudenkmälern zählen, etwa Postgebäude, Krankenhaus und Feuerwache. Der barocke Palast Palácio Real de Vendas Novas (dt.: Königlicher Palast von Vendas Novas) trägt oder trug weitere Namen, entsprechend seiner zeitgemäßen Funktionen, so Palácio Real de D. João V (dt.: königlicher Palast des Königs D.João V.) oder Escola Prática de Artilharia (dt.: praktische Artillerieschule). Er ging aus der ursprünglichen Herberge des 16. Jahrhunderts hervor.
Der historische Ortskern steht zudem als Ganzes unter Denkmalschutz.

## Verwaltung

### Kreis
Vendas Novas ist seit 1962 Verwaltungssitz eines gleichnamigen Kreises. Die Nachbarkreise sind (im Uhrzeigersinn im Norden beginnend): Montemor-o-Novo, Alcácer do Sal, Palmela sowie Montijo.
Der Kreis Vendas Novas besteht aus zwei Gemeinden (Freguesias):

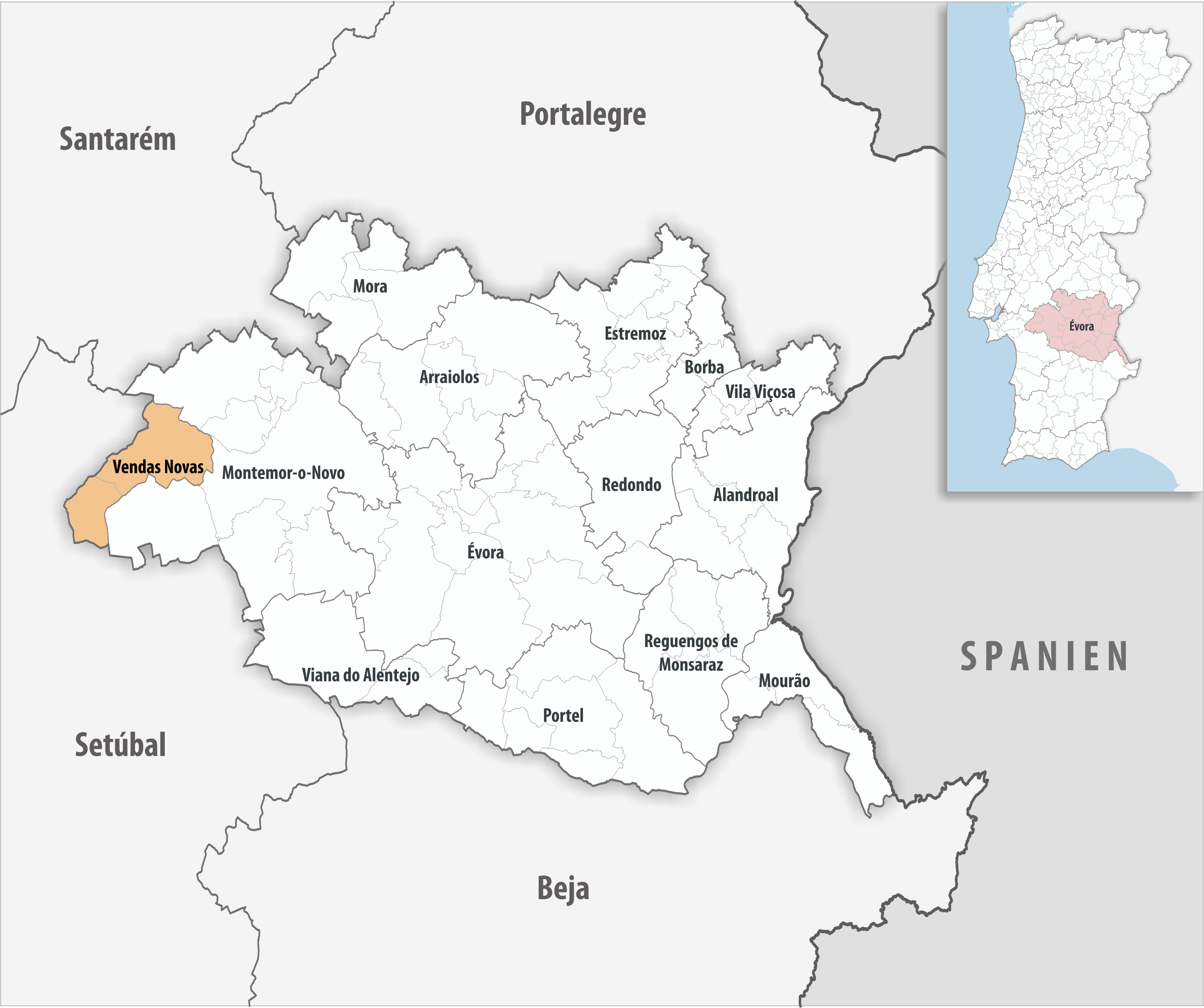
Kreis Vendas Novas

| Gemeinde           | Einwohner (2021) | Fläche km² | Dichte Einw./km² | LAU- Code |
| ------------------ | ---------------- | ---------- | ---------------- | --------- |
| Landeira           | 620              | 64,67      | 10               | 071202    |
| Vendas Novas       | 10.625           | 157,72     | 67               | 071201    |
| Kreis Vendas Novas | 11.245           | 222,39     | 51               | 0712      |

### Bevölkerungsentwicklung
| Einwohnerzahl im Kreis Vendas Novas (1970–2011) | Einwohnerzahl im Kreis Vendas Novas (1970–2011) | Einwohnerzahl im Kreis Vendas Novas (1970–2011) | Einwohnerzahl im Kreis Vendas Novas (1970–2011) | Einwohnerzahl im Kreis Vendas Novas (1970–2011) | Einwohnerzahl im Kreis Vendas Novas (1970–2011) |
| ----------------------------------------------- | ----------------------------------------------- | ----------------------------------------------- | ----------------------------------------------- | ----------------------------------------------- | ----------------------------------------------- |
| 1970                                            | 1981                                            | 1991                                            | 2001                                            | 2011                                            |                                                 |
| 8 587                                           | 10 933                                          | 10 476                                          | 11 619                                          | 11 846                                          |                                                 |

### Kommunaler Feiertag
- 7. September

### Städtepartnerschaften
- : Villafranca de los Barros, Spanien (seit 2008)[8]

## Wirtschaft
Wichtiger Wirtschaftszweig des Kreises ist die Industrie, insbesondere Zulieferbetriebe der Automobilindustrie und Unternehmen der Kork-Verarbeitung. Auch Getreidemühlen und Backbetriebe sind zu nennen.
Erwähnenswert ist aus dem Primären Sektor die Forstwirtschaft, die Korkproduktion und die Viehzucht. Etwa 67 % der Grünflächen des Kreises gelten als beweidete Eichenhaine, den Montados. Auch Viehzucht und der Anbau von Getreide und Gemüse, insbesondere Tomaten, spielt eine Rolle.
Zwischen 1963 und 1995 war Vendas Novas Standort des Montagebetriebs von Francisco Batista Russo & Irmão, der Nutzfahrzeuge und Personenkraftwagen montierte. Später wurden bis 2013 vom Nachfolgeunternehmen V.N. Automóveis Fahrzeuge der Marke Isuzu montiert.

## Verkehr
Vendas Novas ist über die Eisenbahnstrecke Linha do Alentejo an das landesweite Bahnnetz angeschlossen und ist Teil des landesweiten Busnetzes der Rede Expressos.
Der Ort liegt an der Nationalstraße N4, über die die Anschlüsse an die 6 km entfernte Autobahn A6 und die 16 km entfernte A13 erfolgen.